# Exeter (Tasmania)
Exeter – miasto w Australii, w północnej Tasmanii.